# Wolfgang Valvasor
‎Wolfgang Valvasor, slovenski jezuit, teolog in filozof, * 17. maj 1695, Ljubljana, † 27. maj 1758, Loreto.
Bil je rektor Jezuitskega kolegija v Ljubljani (27. september 1741 - 8. december 1744), Jezuitskega kolegija v Celovcu (23. december 1744-21. april 1748), v Passau (21. november 1751-20. januar 1754), in v Gradcu (13. januar 1754-1. maj 1757).